# Departementschefstyret
Departementschefstyret var det styre under ledelse af K.H. Kofoed, Danmark havde under besættelsen, fra Regeringen Scavenius ophørte med at fungere 29. august 1943, til Regeringen Vilhelm Buhl II tog over 5. maj 1945. Danmark stod uden fungerende regering og rigsdag, og centraladministrationen varetoges af ministeriernes departementschefer og direktører. De refererede dels til den tyske besættelsesmagt, dels til det hemmelige Trettenmandsudvalg, der bestod af politikere. 

## Baggrund
Som følge af, at der i sommeren 1943 havde været alvorlige uroligheder og strejker i flere danske provinsbyer og som følge af den tiltagende sabotagevirksomhed, fremsatte den tyske rigsbefuldmægtigede i Danmark, dr. Werner Best, i slutningen af august 1943 en række krav til den danske regering, herunder krav om dødsstraf for sabotage. Regeringen afviste de tyske krav. Det medførte, at den øverstkommanderende for de tyske tropper i Danmark, general Hermann von Hanneken, den 29. august 1943 om morgenen indførte militær undtagelsestilstand i hele Danmark. Det indebar, at regeringen var forhindret i at udøve sin virksomhed, og den indgav sin afskedsbegæring til kongen: kong Christian den 10. nægtede at modtage afskedsansøgningen, og Danmark kom i den situation, at regeringen ikke fungerede, selv om den formelt ikke var afskediget. Det lykkedes ikke at danne en ny regering. 
Efterhånden udviklede der sig den praksis, at departementscheferne for de enkelte ministerier udsendte anordninger med lovkraft på strengt nødvendige områder og desuden foretog nødvendige ansættelser og afskedigelser af centraladministrationens personale. Denne ordning blev til departementschefstyret, som fungerede indtil besættelsen ophørte, og en ny regering trådte i funktion 5. maj 1945.
Departementschefstyrets uformelle leder var udenrigsministeriets direktør, Nils Svenningsen, som varetog kontakten til de tyske myndigheder, dels direkte til den rigsbefuldmægtigede, dr. Best, dels gennem stiftsamtmand Peter Herschend, Vejle, til den tyske øverstbefalende, som havde sit hovedkvarter i Silkeborg. Selv om de danske politikere formelt var sat fra magten, havde de en vis indflydelse på departementschefstyret via det hemmelige 13-mandsudvalg.
Ved hjælp af denne ordning, som var helt enestående i de tyskbesatte områder, lykkedes det at undgå, at tyskerne overtog den civile forvaltning i Danmark.

## Sammensætning
- Statsministeriet: Departementschef Andreas Møller – bistået af direktør for Grønlands Styrelse K.H. Oldendow
- Udenrigsministeriet: Direktør Nils Svenningsen
- Krigsministeriet: Direktør Johan Daniel von Stemann
- Marineministeriet: Direktør Aage Helgesen Vedel
- Finansministeriet: Departementschef Ejnar Dige og departementschef Einar Cohn – bistået af generaldirektør for Skattevæsenet Knud Korst
- Justitsministeriet: Departementschef Aage Svendsen og departementschef Eivind Larsen – bistået af direktør for Fængselsvæsenet Hans Tetens.
- Indenrigsministeriet: Departementschef Justus Saurbrey
- Arbejdsministeriet: Departementschef Jacob Thorkel Høirup
- Socialministeriet: Departementschef Hans Henrik Koch
- Handelsministeriet: Departementschef H. Jespersen
- Ministeriet for offentlige Arbejder: Departementschef Finn Hoskjær – bistået af generaldirektør for Post- og Telegrafvæsenet K.J. Jensen og generaldirektør for De Danske Statsbaner Peter Knutzen
- Landbrugsministeriet: Departementschef Julius Wilcke – bistået af erhvervsdirektør J.C. Mogensen og fiskeridirektør C.A.H. Trolle Thomsen
- Kirkeministeriet: Departementschef Th. Thomsen
- Undervisningsministeriet: Departementschef Aage Immanuel Tang Barfod og departementschef Frederik Graae.

Departementscheferne for departementerne i Udenrigsministeriet, Krigsministeriet og Marineministeriet blev formelt benævnt direktører.
Krigsministeriet og Marineministeriet havde haft fælles minister, forsvarsministeren, siden 1905 men blev først lagt sammen til Forsvarsministeriet i 1950.